# タマ (猫の名前)
タマ（たま）は、日本の飼い猫にしばしば与えられる名前。
日本で猫に名付ける際の定番の名前であり、「猫の名前と言えば」との街頭インタビューでは8割の人が「たま」と答えたという調査もある。実際にタマと名付けられた猫についてはタマ#猫の名前を参照。
定番の名前として認識はされている一方で実際に名付けられる名前としての人気は波があり、2015年までの8年間の猫の名前ランキングでたまはトップ10に入っておらず、2008年のランキングでは18位、2014年のランキングでは26位となっていたが、2016年のランキングでは2位となっている。

## 由来
タマの名の由来には諸説あるが、招き猫発祥の地と言われる東京都世田谷区の豪徳寺で飼われていた猫が「たま」という名前だったことから広まったという説があり、次のような逸話が残る。
1633年、彦根藩主井伊直孝は世田谷の地を拝領した。ある日、鷹狩の帰りに弘徳寺（後の豪徳寺）の前を通ったところ、一匹の猫が手招きをするのでそのまま寺に入った。和尚は直孝を本堂に通して茶を出して法話を聞かせた。そうこうするうちに雨が降り、雷も鳴り出したため、「猫のおかげで難を避け、法話も聞けた」と喜んだ直孝は、弘徳寺を一族の菩提寺に定め、その後寺は繁栄したという。1659年には弘徳寺は直孝の法名に基づき豪徳寺と改名した。この時の猫の名前が「たま」だったという。
豪徳寺説の他には、宝玉のように可愛く大切な存在だからという説、玉のように丸くなって寝るからという説、猫を神秘的な動物ととらえ霊魂に由来するという説、猫に女性の名前を付ける習慣に由来する説などがある。